# Ентомофобија
Ентомофобија (такође познато и као инсектофобија) је прекомерни или нереални страх од једне или више врста инсеката. Специфичнији случајеви су мелисофобија (страх од пчела), мирмекофобија (страх од мрави) и лепидоптерофобија (страх од мољаца и лептира). У једној књизи се тврди да 6% становника САД има ову врсту фобије.
Ентомофобија се може развити након што особа има трауматично искуство са инсектом о коме је реч. Може да се развије рано или касно у животу и веома је често међу фобијама од животиња. Типично је страх од једне специфичне врсте инсекта, а води до промјена у понашању: особа са ентомофобијом избегава ситуације у којима се може сусрести са одређеном врстом инсекта. Когнитивна терапија се сматра ефикасним третманом за ову фобију.